# Kirkton of Largo
Kirkton of Largo är en ort i Storbritannien.   Den ligger i kommunen Fife och riksdelen Skottland, i den centrala delen av landet, 600 km norr om huvudstaden London. Kirkton of Largo ligger 30 meter över havet och antalet invånare är 496.
Terrängen runt Kirkton of Largo är platt åt nordost, men västerut är den kuperad. Havet är nära Kirkton of Largo söderut.  Närmaste större samhälle är Kirkcaldy, 18,7 km sydväst om Kirkton of Largo. 